# Művészeti versenyek az 1928. évi nyári olimpiai játékokon
Az 1928. évi nyári olimpiai játékokon tizenegy művészeti versenyt rendeztek.

## Éremtáblázat
(A rendező ország csapata eltérő háttérszínnel, az egyes számoszlopok legmagasabb értéke, vagy értékei vastagítással kiemelve.)
| Az 1928. évi nyári olimpiai játékok éremtáblázata művészeti versenyeken | Az 1928. évi nyári olimpiai játékok éremtáblázata művészeti versenyeken | Az 1928. évi nyári olimpiai játékok éremtáblázata művészeti versenyeken | Az 1928. évi nyári olimpiai játékok éremtáblázata művészeti versenyeken | Az 1928. évi nyári olimpiai játékok éremtáblázata művészeti versenyeken | Olimpia  |
| ----------------------------------------------------------------------- | ----------------------------------------------------------------------- | ----------------------------------------------------------------------- | ----------------------------------------------------------------------- | ----------------------------------------------------------------------- | -------- |
|                                                                         | Ország                                                                  | Arany                                                                   | Ezüst                                                                   | Bronz                                                                   | Összesen |
| 1.                                                                      | Hollandia (NED)                                                         | 2                                                                       | 1                                                                       | 1                                                                       | 4        |
| 2.                                                                      | Németország (GER)                                                       | 1                                                                       | 2                                                                       | 5                                                                       | 8        |
| 3.                                                                      | Franciaország (FRA)                                                     | 1                                                                       | 2                                                                       | 1                                                                       | 4        |
| 4.                                                                      | Nagy-Britannia (GBR)                                                    | 1                                                                       | 1                                                                       | 0                                                                       | 2        |
| 5.                                                                      | Lengyelország (POL)                                                     | 1                                                                       | 0                                                                       | 1                                                                       | 2        |
| 6.                                                                      | Ausztria (AUT)                                                          | 1                                                                       | 0                                                                       | 0                                                                       | 1        |
| 6.                                                                      | Luxemburg (LUX)                                                         | 1                                                                       | 0                                                                       | 0                                                                       | 1        |
| 6.                                                                      | Magyarország (HUN)                                                      | 1                                                                       | 0                                                                       | 0                                                                       | 1        |
|                                                                         |                                                                         |                                                                         |                                                                         |                                                                         |          |
| 9.                                                                      | Dánia (DEN)                                                             | 0                                                                       | 1                                                                       | 2                                                                       | 3        |
| 10.                                                                     | Olaszország (ITA)                                                       | 0                                                                       | 1                                                                       | 0                                                                       | 1        |
| 10.                                                                     | Svájc (SUI)                                                             | 0                                                                       | 1                                                                       | 0                                                                       | 1        |
| 10.                                                                     | Svédország (SWE)                                                        | 0                                                                       | 1                                                                       | 0                                                                       | 1        |
|                                                                         |                                                                         |                                                                         |                                                                         |                                                                         |          |
| Összesen                                                                | Összesen                                                                | 9                                                                       | 10                                                                      | 10                                                                      | 29       |

## Érmesek
| Az 1928. évi nyári olimpiai játékok érmesei a művészeti versenyeken |                                                                    |                                          |                                                                            |
| Versenyszám                                                         | Arany                                                              | Ezüst                                    | Bronz                                                                      |
| Irodalom                                                            |                                                                    |                                          |                                                                            |
| Lirai művek                                                         | Kazimierz Wierzynski · Lengyelország (POL) · "Olimpiai babér"      | Rudolf Binding · Németország (GER)       | Johann Weltzer · Dánia (DEN)                                               |
| Drámai művek                                                        | Nem adták ki                                                       | Lauro de Bosis · Olaszország (ITA)       | Nem adták ki                                                               |
| Epikai művek                                                        | Mező Ferenc · Magyarország (HUN) · "Az olimpiai játékok története" | Ernst Weiss · Németország (GER)          | Karel Scharten · Hollandia (NED) · Marga Antink-Scharten · Hollandia (NED) |
| Szobrászat                                                          |                                                                    |                                          |                                                                            |
| Szobrok                                                             | Paul Landowski · Franciaország (FRA) · "Az ökölvívó"               | Milo Martin · Svájc (SUI)                | Renée Sintenis · Németország (GER)                                         |
| Domborművek                                                         | Edwin Grienauer · Ausztria (AUT) · "Éremsorozat"                   | Christian Van der Hoef · Hollandia (NED) | Edwin Scharff · Németország (GER)                                          |
| Festészet                                                           |                                                                    |                                          |                                                                            |
| Festmények                                                          | Isaac Israels · Hollandia (NED) · "A vörös lovas"                  | Laura Knight · Nagy-Britannia (GBR)      | Walter Klemm · Németország (GER)                                           |
| Vízfestmények és rajzok                                             | Jean Jacoby · Luxemburg (LUX) · "Rögbi"                            | Alexandre Virot · Franciaország (FRA)    | Wladyslaw Skoczylas · Lengyelország (POL)                                  |
| Grafikák                                                            | William Nicholson · Nagy-Britannia (GBR) · "12 sportág fametszete" | Carl Moos · Svédország (SWE)             | Max Feldbauer · Németország (GER)                                          |
| Építészet                                                           |                                                                    |                                          |                                                                            |
| Sportlétesítmények                                                  | Jan Wils · Hollandia (NED)"Olimpiai stadion Amszterdamban"         | Ejnar Mindabal-Rasmusen · Dánia (DEN)    | Jacques Lambert · Franciaország (FRA)                                      |
| Sporttelepek                                                        | Adolf Hensel · Németország (GER)"Stadion Nürnbergben"              | Jacques Lambert · Franciaország (FRA)    | Max Länger · Németország (GER)                                             |
| Zene                                                                |                                                                    |                                          |                                                                            |
| Zenekari mű                                                         | Nem adták ki                                                       | Nem adták ki                             | Rudolf Simonsen · Dánia (DEN)                                              |